# MY Camelopardalis
MY Camelopardalis är en dubbelstjärna i den öppna stjärnhopen Alicante 1 i södra delen av stjärnbilden Giraffen. Den har en kombinerad skenbar magnitud som varierar 9,80 - 10,15 och kräver ett teleskop för att kunna observeras. Baserat på parallax enligt Gaia Data Release 2 på ca 0,13 mas, beräknas den befinna sig på ett avstånd på ca 13 000 ljusår (ca 4 000 parsek) från solen. Den rör sig närmare solen med en heliocentrisk radialhastighet på ca -47 km/s. Stjärnan är en av de tyngsta kända dubbelstjärnorna och kandidat till en massiv sammanslagning.

## Egenskaper
Primärstjärnan MY Camelopardalis A är en het blå stjärna i huvudserien av spektralklass O6 V((f)), och den ljusaste stjärnan i Alicante 1. Den har en massa som är ca 38 solmassor, en radie som är ca 7,6 solradier och har en effektiv temperatur av ca 42 000 K.

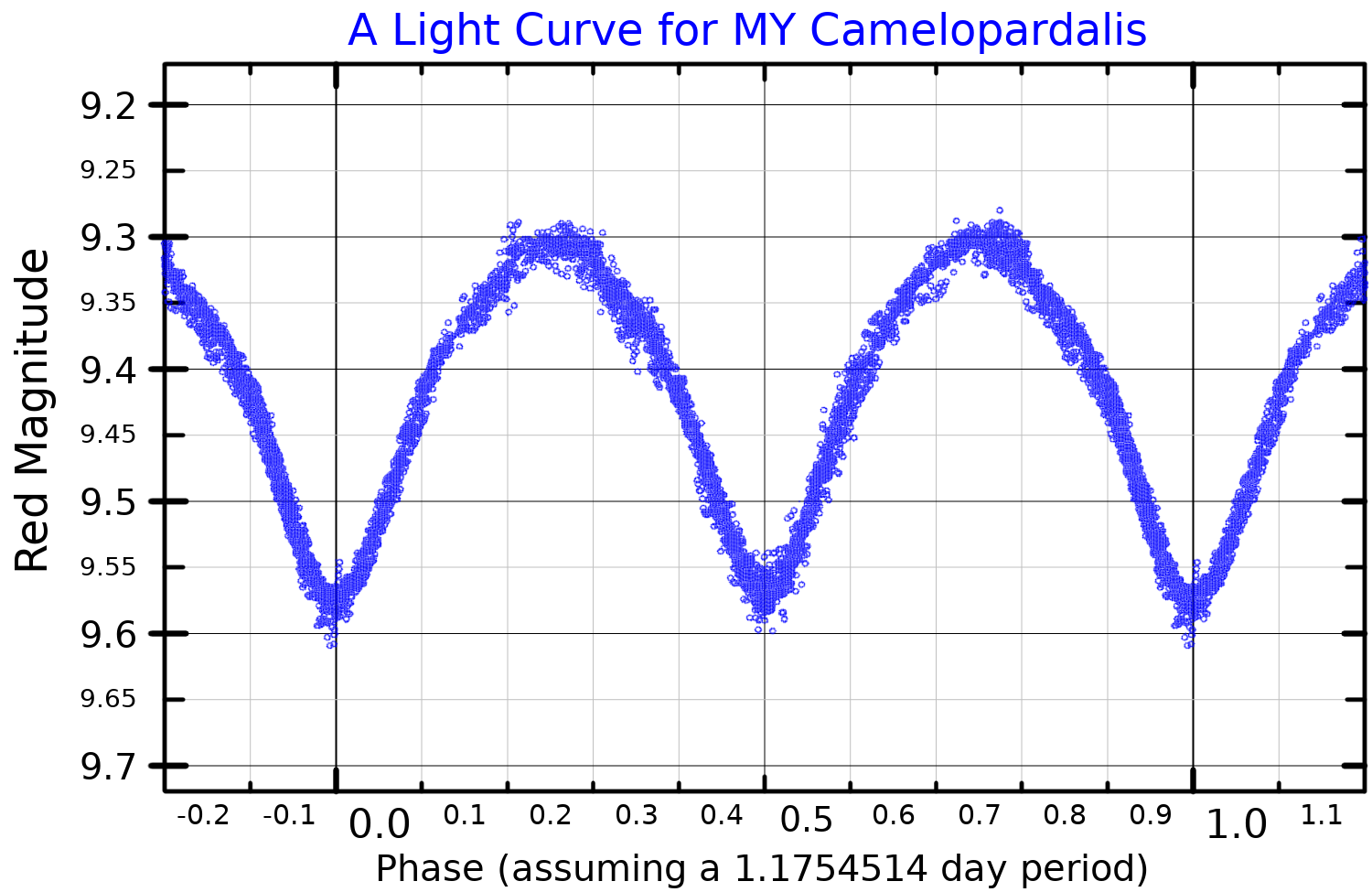
Ljuskurva i röda bandet för MY Camelopardalis, anpassad från Lorenzo et al. (2014)

MY Camelopardalis  är en kontaktbinär och förmörkelsevariabel, med en omloppstid på 1,2 dygn och en omloppshastighet på 1 000 000 km/h. Följeslagaren har en massa som är ca 32 solmassor, en radie som är ca 7 solradier och har en effektiv temperatur av ca 39 000 K.